# Goomalling
Goomalling è una città situata nella regione di Wheatbelt, in Australia Occidentale; essa si trova 130 chilometri a nord-est di Perth ed è la sede della Contea di Goomalling. Al censimento del 2006 contava 499 abitanti.